# Hrvoje Batinović
Hrvoje Batinović (* 17. Februar 1988 in Metković) ist ein kroatischer Handballspieler.

## Karriere

### Verein
Hrvoje Batinović lernte das Handballspielen beim RK Jerkovac und beim RK Metković, mit dem er auch in der kroatischen Premijer Liga auflief. Im Sommer 2006 wechselte der 1,86 m große Linksaußen, der später in seiner Laufbahn auch häufig im mittleren Rückraum eingesetzt wurde, nach Deutschland zur SG Kronau/Östringen. Dort spielte er in der zweiten Mannschaft des ab 2007 als Rhein-Neckar Löwen antretenden Vereins. Über den RK Krilnik kam er 2008 zum RK Split, dem er vier Jahre treu blieb. Nachdem er in der Saison 2011/12 mit 230 Treffern Torschützenkönig geworden war, nahm ihn der kroatische Serienmeister RK Zagreb unter Vertrag. Mit den Hauptstädtern gewann er 2013 Meisterschaft und Pokal und nahm an der EHF Champions League teil. Ab November 2013 spielte er wieder in Split und ab Februar 2015 für GRK Varaždin. Während der Saison 2015/16 wechselte er zum TV Jahn Duderstadt. Für den TV wurde er mit 233 bester Torschütze der Oberliga 2016/17. Allein im Spiel gegen Helmstedt-Büddenstedt erzielte er 18 Treffer. Anschließend ging er zum Drittligisten MSG Groß-Bieberau/Modau. Nach zwei Jahren schloss er sich dem Oberligisten SG Bruchköbel an. Im Sommer 2021 kehrte er nach Kroatien zum RK Metković zurück.

### Nationalmannschaft
Mit der kroatischen Nationalmannschaft gewann Hrvoje Batinović die Bronzemedaille bei der Europameisterschaft 2012, dabei blieb er in zwei Einsätzen ohne Tor. Einen Monat vor den Olympischen Spielen 2012 verletzte sich Batinović an der Schulter und wurde von Trainer Slavko Goluža nicht für das Turnier berücksichtigt. Beim Handballturnier der Mittelmeerspielen 2013 gewann er mit Kroatien die Silbermedaille.